# Acervo arqueológico de cerâmica marajoara
O Acervo Arqueológico de Cerâmica Marajoara é uma coleção composta por 2 167 peças, reunidas pelo naturalista mineiro Domingos Soares Ferreira Penna, que atualmente faz parte do acervo do Museu Emílio Goeldi, situuado na cidade brasileira de Belém (estado do Pará). O conjunto foi tombado como patrimônio cultural do estado do Pará pelo Departamento de Patrimônio Histórico Artístico e Cultural do Estado do Pará (DPHAC-Secult).

## Marajoaras
Os marajoaras (termo generalizado) foi uma sociedade que floresceu na ilha de Marajó, na foz do rio Amazonas, na Era pré-colombiana, com algumas ocorrências também na região do Tapajós; o arqueólogo Charles Mann sugere o período entre 400 e 1600. Cuja cultura parece ter persistido na era colonial. A cultura pré-colombiana do Marajó pode ter desenvolvido estratificação social e comportado uma população de 100 mil pessoas.
A sociedade marajoara é subdivida em fases distintas, conforme níveis de ocupação e desenvolvimento da sociedade, a saber: Ananatuba, Mangueiras, Formiga, Acauã, Alta Marajoara e, Aruã.

## Composição
O Acervo Arqueológico de Cerâmica Marajoara de Belém é composto por 2.167 peças, sendo que 1.067 são de propriedade do Museu Goeldi e 1.177 são do Governo do Estado do Pará (mas também estão sob guarda do Museu Goeldi). Todas as peças estão guardadas na Reserva Técnica “Mário Ferreira Simões” sob condições de segurança, estudo e acondicionamento.
O acervo é composto por objetos de cerâmica inteiros, semi-inteiros e fragmentos que foram classificados por formas e técnicas decorativas, incluindo bancos, estatuetas, inaladores, pratos, tangas, tigelas, urnas, vasilhas, vasos, entre outros. As peças são decoradas com pintura, incisão, excisão e modelagem. Sua manufatura se deu por grupos indígenas que habitaram a região amazônica desde cerca de 500 AD. A fase marajoara é a quarta fase arqueológica (de um total de cinco) em que se categoriza a ocupação da Ilha de Marajó.

### Estatuetas
As estatuetas de imagens humanas possuem grande diversidade de decoração, de tamanho e de forma. Geralmente representam figuras femininas (mesmo no caso das efígies Marajoara, cujas estatuetas femininas apresentam forma fálica), representando características como seios, triângulos ou retângulos. Muitas são ocas e possuem pedrinhas em seu interior produzindo sons, quando sacudidas, assim, provavelmente eram usadas como instrumentos musicais (“maracás”) em rituais.

### Tangas
São feitas em cerâmica e possuem forma triangular côncava. Eram presas ao corpo ao passar cordões pelos furos existentes nas extremidades. Pela diversidade de tamanhos e formatos, acredita-se que eram feitas sob medida. Tangas vermelhas e simples provavelmente era usadas por mulheres mais velhas ou casadas. Tangas decoradas seriam usadas por mulheres mais jovens, possivelmente em rituais de puberdade.

### Urnas funerárias
Urnas funerárias com decorações mais elaboradas eram produzidas para mortos que ocupavam lugares de destaque nas sociedades marajoaras. Entre os desenhos mais presentes estão antropomorfas com traços femininos (mesmo que o indivíduo depositado na urna seja um homem), animais e formas híbridas (humano e animal). Apenas os ossos eram depositados dentro das urnas (após serem pintados de vermelho), junto com objetos de uso pessoal como tangas, pingentes e colares.

### Utensílios para festas
Pratos, tigelas e vasos eram produzidos para o preparo dos alimentos e usados para servi-los durante cerimônias.
Inaladores possivelmente estão relacionados ao fumo do tabaco durante as festas.

## Procedência
Domingos Soares Ferreira Penna, naturalista mineiro, foi o primeiro a contribuir para a formação do acervo arqueológico hoje sob guarda do Museu Goeldi. Reuniu as peças durante viagens de exploração na Ilha de Marajó, nos rios Tocantins, Amazonas, Xingu, Maracá e no litoral do Pará, realizadas na década de 1870.

## Tombamento
A Cerâmica Marajoara possui
importância para o conhecimento da Pré-História da Amazônia e devido à presença constante da iconografia marajoara no cotidiano da cidade de Belém como elemento identitário. É impossível deixar de reconhecer o fascínio estético do grafismo e do desenho marajoara como variável nessa escolha.
No Pará, a cultura local ainda se alimenta da herança indígena marajoara e tapajônica, mas existe uma predileção pelo motivo decorativo marajoara. Tanto que existem três importantes polos de produção de cerâmica artesanal nesse estilo: os municípios de Icoaraci, Ponta de Pedras e Santarém. A produção do distrito de Icoaraci se destaca em quantidade e qualidade.
 

Por essa importância que transpassa gerações, o conjunto foi tombado como patrimônio cultural do estado do Pará pelo Departamento de Patrimônio Histórico Artístico e Cultural (DPHAC).